# Strenzkea depilata
Strenzkea depilata är en kvalsterart som beskrevs av Travé 1967. Strenzkea depilata ingår i släktet Strenzkea och familjen Zetorchestidae. Inga underarter finns listade i Catalogue of Life.